# Fenfuram
Fenfuram ist eine chemische Verbindung aus der Gruppe der Amide und Furane (Furancarbonsäureamide). Fenfuram wurde von Shell als Fungizid entdeckt und 1974 von Keno Gard (später Aventis) auf den Markt gebracht. Es gehört zu den Succinat-Dehydrogenase-Hemmern.

## Gewinnung und Darstellung
Fenfuram kann ausgehend von Glycolaldehyd und Acetessigsäure gewonnen werden. Diese reagieren zu 2-Methylfurancarbonsäure, welche mit Thionylchlorid und Anilin weiter zu Fenfuram reagiert.

## Verwendung
Fenfuram wird als systemisches Saatgutbehandlungsmittel im Getreideanbau verwendet.

## Zulassung
Fenfuram war von 1978 bis 2002 in Deutschland zugelassen.
In den Staaten der EU und in der Schweiz sind keine Pflanzenschutzmittel mit diesem Wirkstoff zugelassen.